# Gollania revoluta
Gollania revoluta là một loài Rêu trong họ Hypnaceae. Loài này được Higuchi mô tả khoa học đầu tiên năm 1996.